# Suhayr al-Qalamawi
Suhayr al-Qalamawi (in arabo سهير القلماوي‎?) (anche Suhair al-Qalamawi, Soheir al-Qalamawy, Suhair el-Calamawy e Soheir el-Qalamawy) (Il Cairo, 20 luglio 1911 – Il Cairo, 4 maggio 1997) è stata una scrittrice e politica egiziana che formò la cultura e la letteratura araba attraverso le sue opere e l'attivismo femminista. 
Fu una delle prime donne a frequentare l'Università del Cairo e nel 1941 divenne la prima donna egiziana a conseguire una laurea specialistica in arte e un dottorato per il suo lavoro nella letteratura araba. Dopo la laurea fu assunta dall'università come prima docente donna. La Al-Qalamawi è stata anche una delle prime donne a ricoprire un certo numero di incarichi direttivi, tra cui il presidente del dipartimento arabo dell'Università del Cairo, presidente dell'Unione femminista egiziana e presidente della Lega delle donne arabe laureate. I suoi scritti comprendono due volumi di racconti, dieci studi critici e molte traduzioni dalla letteratura mondiale.Aḥādīth jaddatī (I racconti di mia nonna) fu pubblicato nel 1935.

## Biografia

### Primi anni
Suhayr al-Qalamawi nacque il 20 luglio 1911 al Cairo, dove trascorse tutta la sua vita. Nacque in una famiglia orgogliosa di educare le sue donne e quindi fu in grado di approfittare della vasta biblioteca di opere di suo padre in tenera età. L'esposizione ad autori come Taha Hussein, Rifa'a al-Tahtawi e Ibn Iyas contribuì a far avanzare il suo talento letterario e plasmare la sua voce di scrittrice.
Da bambina durante la rivoluzione egiziana del 1919, la al-Qalamawi crebbe con le influenze delle donne egiziane dell'epoca, tra cui la leggendaria femminista Hoda Sha'arawi e la figura nazionalista Safiya Zaghloul. Queste donne e altre femministe al momento si concentrarono sullo spostamento del dibattito femminista nelle strade per creare un movimento più ampio. Questo obiettivo influenzò alcuni degli ideali femministi della al-Qalamawi.

### Istruzione
Nel 1928 la al-Qalamawi si laureò all'American College per ragazze e intendeva studiare medicina come suo padre all'Università del Cairo. Tuttavia, dopo aver ricevuto un rifiuto, fu incoraggiata dal padre a specializzarsi in letteratura araba. Divenne la prima ragazza ad andare all'Università del Cairo e l'unica donna tra quattordici maschi a studiare letteratura araba. Durante la sua permanenza all'Università del Cairo, la al-Qalamawi ricevette la guida del dott. Taha Hussein, che era il presidente del dipartimento arabo e redattore capo della Rivista dell'Università del Cairo. Nominò la Al-Qalamawi assistente redattore della Rivista dell'Univeristà nel 1932 e così la al-Qalamawi divenne la prima donna con una licenza giornalistica in Egitto. Durante i suoi anni da studente, lavorò anche per un'emittente radio egiziana. Dopo essersi laureata in lettere, ottenne una borsa di studio per fare ricerca a Parigi per il suo dottorato. Nel 1941, dopo aver completato la sua tesi, divenne la prima donna a ricevere un dottorato dall'Università del Cairo.

### Carriera
Ebbe numerosi primati e iniziò la sua carriera come prima docente donna all'Università del Cairo nel 1936. Ben presto si fece strada nel mondo dell'insegnamento e in seguito divenne il primo presidente donna del dipartimento arabo dal 1958 al 1967.
Divenne presidente dell'Unione femminista egiziana e nel 1959 fu a capo della Lega delle donne arabe laureate dove pose le basi della cooperazione tra l'Unione egiziana e l'Unione mondiale delle università. In seguito fu a capo dell'autorità generale egiziana per il cinema, il teatro e la musica nel 1967 e il capo della Comunità per la cultura dei bambini nel 1968.
La Al-Qalamawi contribuì alla lotta per i diritti delle donne non solo attraverso le opere letterarie, ma anche attraverso la sua partecipazione alle Conferenze delle donne arabe, dove ha sostenuto la parità di diritti. Nel 1960 fu presidente della Conferenza internazionale sulla donna; nel 1961 fu a capo della prima conferenza sulle arti folcloristiche. Istituì un comitato per sovrintendere le ragazze palestinesi universitarie per affrontare la sua preoccupazione per la questione palestinese nel 1962.
La sua carriera politica iniziò quando divenne membro del parlamento nel 1958 fino al 1964 e di nuovo nel 1979 fino al 1984. Fu anche la direttrice dell'Organizzazione egiziana per l'editoria e la distribuzione affiliata al governo, dove lavorò per allargare il pubblico dei lettori incoraggiare i giovani scrittori e promuovere l'industria del libro. Nel 1967 fondò la prima fiera internazionale del libro del Medio Oriente: la Fiera Internazionale del Libro del Cairo. Durante i suoi ultimi anni è stata a capo dell'Organizzazione generale del libro dal 1967 al 1971 e presidente del Consiglio della censura dal 1982 al 1985.
A partire dal 1935, pubblicò una vasta gamma di opere letterarie tra cui racconti, studi critici, riviste culturali e traduzioni. Morì al Cairo il 4 maggio 1997.

## Scritti e temi
Tra le sue oltre ottanta pubblicazioni, la prima e più famosa opera della al-Qalamawi è il suo primo volume di racconti pubblicato nel 1935. Questo lavoro, pubblicato al Cairo, è stato anche il primo volume di racconti pubblicato da una donna in Egitto. In Ahadith Jaddati (I racconti di mia nonna), la al-Qalamawi analizza il ruolo sociale femminile come conservatore e rinnovatore della storia della comunità attraverso la narrativa orale in questo lavoro. Il volume è incorniciato dalla storia di una nonna che ricorda il passato con sua nipote. Sviluppa questa trama in una critica sociale e in una visione della guerra in termini di prospettiva dei civili che sono rimasti a casa. La nonna estrae la morale dal suo ricordo di eventi e disegna paragoni tra passato e presente, spesso favorendo il passato. La Al-Qalamawi suggerisce attraverso questo lavoro che i racconti delle favole delle vecchie mogli e delle nonne possono contenere un profondo messaggio femminista. Come molte altre opere di narrativa negli anni '30, la sua raccolta di storie fornisce descrizioni realistiche della società borghese egiziana e, attraverso gli occhi della classe media, una visione della società contadina.
La tesi grazie alla quale la al-Qalamawi ottenne il suo dottorato di ricerca, un documento di ricerca su Alf Lailah wa Lailah (Le mille e una notte), pone le basi della sua missione femminista. Mira a creare la nuova donna: una donna intelligente, colta e saggia che è completamente responsabile della sua vita e della sua famiglia. Questa donna non solo usa il suo ingegno e le sue virtù per raggiungere l'uguaglianza con gli uomini, ma si sforza anche di rieducare gli uomini per ottenere l'uguaglianza. Questo messaggio è stato ulteriormente sviluppato nei suoi libri sulla critica letteraria, Limitazioni nella letteratura (1955) e Il mondo tra due copertine (1958).
Le sue traduzioni di opere come le storie cinesi di Pearl Buck (1950) e La bisbetica domata di Shakespeare (1964) illustrano ulteriormente le lotte delle donne e la necessità di rieducare gli uomini. La Al-Qalamawi ha anche fondato e pubblicato diverse riviste culturali che si occupano di argomenti contemporanei come il cinema, la musica e le arti. Altre opere significative includono I demoni giocano e ballano (1965), La letteratura del dissidente (1941) e Il mondo in un libro (1958).
Il suo lavoro è stato accolto calorosamente dalla critica; molti la considerano una "notevole figura letteraria del movimento culturale contemporaneo in Egitto".

## Onorificenze
La Al-Qalamawi ha ricevuto premi e riconoscimenti per il suo lavoro letterario, la sua leadership e la sua difesa. Questi premi includono:
1. Premio dell'Accademia di Lingua Araba, per il suo dottorato di ricerca tesi su Le mille e una notte, 1945.
2. Premio al merito di stato nella letteratura giovanile, è stata la prima donna a ottenerlo nel 1955.
3. Premio di incoraggiamento di Stato, 1955.
4. Premio al merito di Stato per la letteratura, condiviso con Shawki Deif, 1963.
5. Premio Nasser, conferito dall'ex Unione Sovietica, 1976.
6. Premio al merito di Stato in letteratura, 1977.
7. Medaglia di apprezzamento, 1977.
8. Medaglia della Repubblica, prima classe, 1978.
9. Medaglia di realizzazione, 1978.
10. Premio di apprezzamento di Stato per la letteratura
11. Dottorato onorario dall'Università Americana del Cairo, 1987.

Inoltre, è stata premiata dalla Fiera internazionale del libro del Cairo nel 1993 per aver prestato servizio come presidente dell'Organizzazione generale egiziana del libro. Nel 1955 è stata premiata dal Governatorato del Cairo per la Giornata egiziana della donna.